# Boeing C-97 Stratofreighter
O Boeing C-97 Stratofreighter foi um avião de carga militar de longo alcance baseado no bombardeiro B-29. O projeto começou em 1942, o protótipo fez seu primeiro voo em 1944 e a produção começou em 1947. Entre 1947 e 1958, foram produzidos 888 C-97s, em muitas váriações.
C-97s foram usados no Bloqueio de Berlim, na Guerra da Coreia  e na Guerra do Vietnã. Alguns aviões foram  usados também como postos de comando no Strategic Air Command (Comando Estratégico Aéreo), enquanto outros foram modificados e usados em Aerospace Rescue and Recovery Squadrons (Esquadrões de Salvamento e Recuperação Aeroespacial).

## Especificações (C-97)
Descrições gerais
- Tripulação: 4 - piloto, co-piloto, navegador e engenheiro de voo
- Capacidade: 17 010 kg (37 500 lb) de carga, 96 soldados ou
69 macas ou
equipamentos de reabastecimento
- Comprimento: 33,7 m (110 ft)
- Envergadura: 43,1 m (140 ft)
- Altura: 11,7 m (38 ft)
- Área alar: 161,1 m² (1 730 ft²)
- Peso vazio: 37 410 kg (82 500 lb)
- Peso bruto (carregado): 54 420 kg (120 000 lb)
- Peso de decolagem: 79 370 kg (175 000 lb)

Motorização
- Número de motores: 4x
- Tipo do motor: Motor a pistão radial
- Fabricante/modelo: Pratt & Whitney R-4360B Wasp Major 28 cilindros
- Potência por motor: 3 500 hp (2 610 kW)

Performance
- Velocidade máxima: 603 km/h (375 mph)
- Velocidade total em Mach: 0.493 Ma
- Velocidade total em Nó: 325,5 kn (603 km/h)
- Alcance: 9 270 km (5 760 mi)
- Alcance bélico: 6 920 km (4 300 mi)
- Tecto de serviço: 10 670 m (35 000 ft)
- Carga alar: 337,8 kg/m²